# Il fattore invisibile
Il fattore invisibile (Bellwether) è un romanzo di fantascienza, o più precisamente di anticipazione scientifica, scritto da Connie Willis nel 1996.
La vicenda ruota attorno alla teoria del caos, che finisce con il diventare la chiave di lettura dei fenomeni sociali quali le mode (l'ambito di ricerca della protagonista). Il romanzo è anche una commedia romantica, incentrata sui sentimenti dei personaggi principali e sugli aspetti psicologici dell'ambiente circostante, e una satira implicita della società contemporanea, statunitense in particolare, ritratta come preda di miti consumistici paradossali.
Intercalati ai capitoli sono inseriti richiami a storici fenomeni di massa (con date d'apparizione e di declino della moda), alcuni generalmente ben noti, come il Minigolf (1927-1931), altri meno, come le parrucche a diorama (1750-1760) o il mesmerismo (1778-1784), fino alle teorie pedagogiche del dott. Spock (1945-1965).
Inoltre si ritrovano parecchi riferimenti a scoperte scientifiche avvenute più o meno grazie all'intervento di fattori casuali (quali la scoperta della penicillina da parte di Alexander Fleming e i raggi X ad opera di Wilhelm Conrad Röntgen).

## Trama
(Il fattore invisibile)
Come nasce una moda? Quali fattori determinano la comparsa, la crescita e il declino di fenomeni di massa passeggeri come, ad esempio, il Cubo di Rubik, le piume di struzzo, l'hula-hop, i tatuaggi o le tavole rotonde aziendali?
Sandra è una ricercatrice piuttosto singolare: il suo campo d'investigazione scientifica sono i fenomeni culturali noti come mode. Più per caso che per abilità, è riuscita a mettere le mani su un ingente finanziamento per questo suo insolito progetto, e adesso si trova a collaborare con un nuovo collega: Ben, uno svagato matematico esperto di teorie del caos che vive solo per il suo lavoro, ma che Sandra trova piuttosto intrigante. Entrambi i nostri eroi si stanno furiosamente lambiccando il cervello nell'improbabile tentativo di trovare una formula, un algoritmo, un "fattore invisibile", una qualunque correlazione in grado di spiegare, ad esempio, il ciclico accorciamento e allungamento delle gonne femminili, e simili fenomeni, argomento di ricerca di grande interesse, come si può intuire, per i grandi gruppi industriali.
In ballo c'è anche un considerevole quanto misterioso premio: viene assegnato una volta all'anno, ma nessuno conosce la giuria, né quali siano i criteri seguiti per individuare la scoperta vincente. Non è facile, in più, lavorare in una ditta in cui il "boss" ha la mania di sperimentare a getto continuo nuovi, fantasiosi sistemi per mettere in imbarazzo i propri rassegnati dipendenti, grazie ad innovative quanto inutili riunioni di staff e ad altri inverosimili riti aziendali obbligatori, volti (in teoria) all'Incremento della Motivazione e della Produttività; metodi immancabilmente soggetti, a loro volta, al vento passeggero delle mode.
Se è vero che la strada della ricerca scientifica (e del successo) è raramente semplice e lineare, quello di Sandra e Ben è senza dubbio un percorso ad ostacoli.

## Edizioni
- Connie Willis, Bellwether, 1996.
- Connie Willis, Il fattore invisibile, collana Urania n° 1370, Arnoldo Mondadori Editore, 1999,  p. 230.